# Happy End Camenca
Happy End Camenca (rum. Fotbal Club Happy End Camenca) – mołdawski klub piłkarski z siedzibą w Camenca.

## Historia
Drużyna piłkarska Happy End Camenca została założona w mieście Camenca w 1999. W sezonie 1999/2000 klub startował w trzeciej lidze, w której zajął pierwsze miejsce. W następnym sezonie debiutował w Divizia A. Po zakończeniu sezonu 2001/02 zajął drugie miejsce i zdobył awans do Divizia Națională. Debiut wydał się nieudanym - ostatnie 8. miejsce i spadek do Divizia A. Ale przed startem nowego sezonu wycofał się z rozgrywek i został rozwiązany.

## Sukcesy
- 8. miejsce w Divizia Națională: 2001/02
- Ćwierćfinalista Pucharu Mołdawii: 2001/02